# Йоханнесбург
Йоханнесбу́рг (англ. Johannesburg [dʒoʊˈhænɪsbɜrɡ], африк. Johannesburg [joˈhɑnəsbʏrx], зулу iGoli, коса iRhawutini) — самый крупный по численности жителей город в ЮАР, центр самой богатой провинции Гаутенг.
Население муниципалитета на 2023 год составляет 4 434 827 жителей, а всей агломерации — 8 млн человек, однако если считать с окрестностями агломерации, то население превышает 10,5 миллионов жителей.
Территория, подчинённая городу, достаточно большая. К Йоханнесбургу на юго-западе примыкает город Соуэто, в котором сосредоточено большое количество мигрантов и сезонных рабочих.
В 2000 году из города Йоханнесбурга и окружающих его территорий была образована новая административная единица городской округ Йоханнесбург.
В Йоханнесбурге расположен Конституционный суд ЮАР. Это центр широкомасштабной торговли золотом и алмазами, которые добывают в окрестных горах.

## История
В древности территорию нынешнего Йоханнесбурга населяли племена охотников и собирателей, относившихся к капоидной расе. В XIII веке началось проникновение в эти земли племён банту, сопровождавшееся уничтожением коренных жителей. К середине XVIII века бушмены были окончательно истреблены.
Захватившие территорию племена сото-тсвана строили небольшие города с глинобитными домами и каменными административными и религиозными постройками, занимались земледелием и скотоводством, выплавляли железо. В начале XIX века воинственные зулусские племена, обитавшие на побережье в районе нынешнего Дурбана, начали экспансию вглубь материка. Вторжения зулусов, зачастую сопровождавшиеся захватом молодых женщин покорённых народов и поголовным уничтожением всех остальных, поставили сото-тсвана на грань уничтожения. Сложившаяся ситуация помогла двигавшимся на север бурам закрепиться в Витватерсранде, поскольку видевшие в бурах единственное спасение от зулусов местные жители предоставляли им продовольствие и проводников. Со временем, однако, отношения буров и сото-тсвана существенно ухудшились, в первую очередь из-за угонов скота и земельных споров.
История города берёт начало с 1886 г., когда австралийский золотоискатель Дж. Харрисон нашёл золото на территории поместья Ланглахте. Последовавший за этим поток золотоискателей и хаотичная застройка этого района Южной Африки заставили власти страны принять решение о строительстве города. Он и был назван в честь первых архитекторов Йохана Риссика и Йохана Юберта. В конце XIX века Йоханнесбург был городом золотоискателей, в котором проживали шахтёры со всех уголков земли, китайские рабочие, негры, занятые на неквалифицированных работах, еврейские и армянские торговцы, огромное количество проституток всех цветов и оттенков, бандиты, обедневшие буры и индийцы, бежавшие с плантаций сахарного тростника вокруг Дурбана, куда они вербовались из Индии на 25 лет. Всё это придавало городу неповторимый колорит.
Множество терриконов, памятников разработки золотоносных приисков, придают пригородам вид огромной строительной площадки. Многие улицы и поныне сохранили названия находившихся здесь ранее шахт.

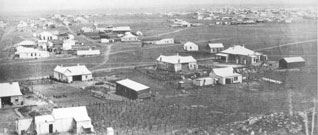
Йоханнесбург, 1896 год.

Возраставшее экономическое значение Йоханнесбурга привлекло внимание британцев. В конце 1895 года британские власти Капской колонии, оккупированной англичанами ещё в начале XIX века, организовали провокацию, известную как рейд Джеймсона, целью которой был захват района золотых приисков вокруг города. После её провала отношения буров и англичан стремительно обострялись, пока наконец в ходе Второй англо-бурской войны независимые бурские республики не были завоёваны Британской империей.
С 1930-х в городе началось бурное строительство, подстёгнутое общим экономическим ростом в ЮАР. В конце 1940-х и начале 1950-х началось строительство первых африканских небоскрёбов в престижном районе Хилброу. В 1950-х и начале 1960-х годов для проживания чернокожего населения был сооружён огромный жилой массив Соуэто на юго-западе города. Новые автострады способствовали массовой пригородной застройке к северу от города. В конце 1960-х и начале 1970-х годов огромные офисные башни, такие как Карлтон-центр, сформировали горизонт центрального делового района.
К 1991 году преступность в Йоханнесбурге увеличилась.
Падение режима белого меньшинства в ЮАР не привело, в отличие от Родезии, к полной экономической и социальной катастрофе, тем не менее, как и вся страна, Йоханнесбург пережил экономический спад и резкий рост преступности и антисанитарии. Центральный деловой район города был фактически заброшен, многочисленные небоскрёбы были населены бездомными, бандитами и наркоманами. Район Хилброу, застроенный престижными жилыми высотками, превратился в подобие Могадишо или Хараре. Частично эта ситуация сохраняется до настоящего времени, хотя властями предпринимаются значительные меры по оздоровлению обстановки. Фокус экономической активности города сместился на север, в населённый белыми район Сэндтон.
В 2010 году на двух стадионах города Соккер-Сити и Кока-Кола-Парк прошли матчи чемпионата мира по футболу.

## Физико-географическая характеристика
Расположен на плато, известном как Высокий Велд, на высоте 1753 м над уровнем моря. Север и запад города холмисты, восточная часть представляет собой относительно плоскую территорию.

### Климат
Климат города характеризуется как морской по классификации Кёппена — Cwb и имеет выраженные зимние месяцы с ясной и прохладной погодой и летние влажные и тёплые. Практически все осадки в городе выпадают с октября по апрель. Среднегодовой уровень осадков составляет 713 мм. Самый тёплый месяц: январь, самый холодный: июнь. Зимой средний минимум в городе составляет +4 °C, часты заморозки, а реже фиксируются небольшие морозы. Снег бывает очень редко, поскольку зимой практически отсутствуют осадки. Снегопад последний раз был 7 августа 2012 года.
Средняя продолжительность солнечного сияния за год составляет 3124,4 часа, при этом без существенных изменений по месяцам.
Впервые за 11 лет в 2023 году выпал снег.
| Показатель                                                                                    | Янв.  | Фев. | Март | Апр. | Май  | Июнь | Июль | Авг. | Сен. | Окт. | Нояб. | Дек.  | Год   |
| --------------------------------------------------------------------------------------------- | ----- | ---- | ---- | ---- | ---- | ---- | ---- | ---- | ---- | ---- | ----- | ----- | ----- |
| Абсолютный максимум, °C                                                                       | 41,4  | 38,0 | 31,9 | 29,3 | 30,6 | 27,1 | 24,4 | 28,9 | 32,8 | 34,1 | 38,5  | 39,4  | 41,4  |
| Средний суточный максимум, °C                                                                 | 25,8  | 25,8 | 24,5 | 21,9 | 19,8 | 17,4 | 17,3 | 20,2 | 23,9 | 25,3 | 25,1  | 25,6  | 22,7  |
| Средняя температура, °C                                                                       | 19,9  | 19,7 | 18,6 | 16,0 | 13,5 | 10,7 | 10,4 | 13,1 | 16,7 | 18,2 | 18,5  | 19,5  | 16,2  |
| Средний суточный минимум, °C                                                                  | 15,1  | 14,9 | 13,6 | 10,6 | 7,7  | 4,7  | 4,1  | 6,5  | 9,9  | 11,9 | 13,1  | 14,5  | 10,6  |
| Абсолютный минимум, °C                                                                        | 6     | 6    | 2,1  | −0,6 | −4,7 | −8,2 | −6,3 | −7   | −3,3 | 0,2  | 0,0   | 3,5   | −8,2  |
| Норма осадков, мм                                                                             | 127,4 | 90,1 | 87,3 | 35,6 | 22,3 | 6,7  | 1,0  | 9,1  | 15,3 | 68   | 87,8  | 145,6 | 696,2 |
| Источник: Погода и климат в Йоханнесбурге. «Погода и Климат». Дата обращения: 5 февраля 2023. |       |      |      |      |      |      |      |      |      |      |       |       |       |

## Население

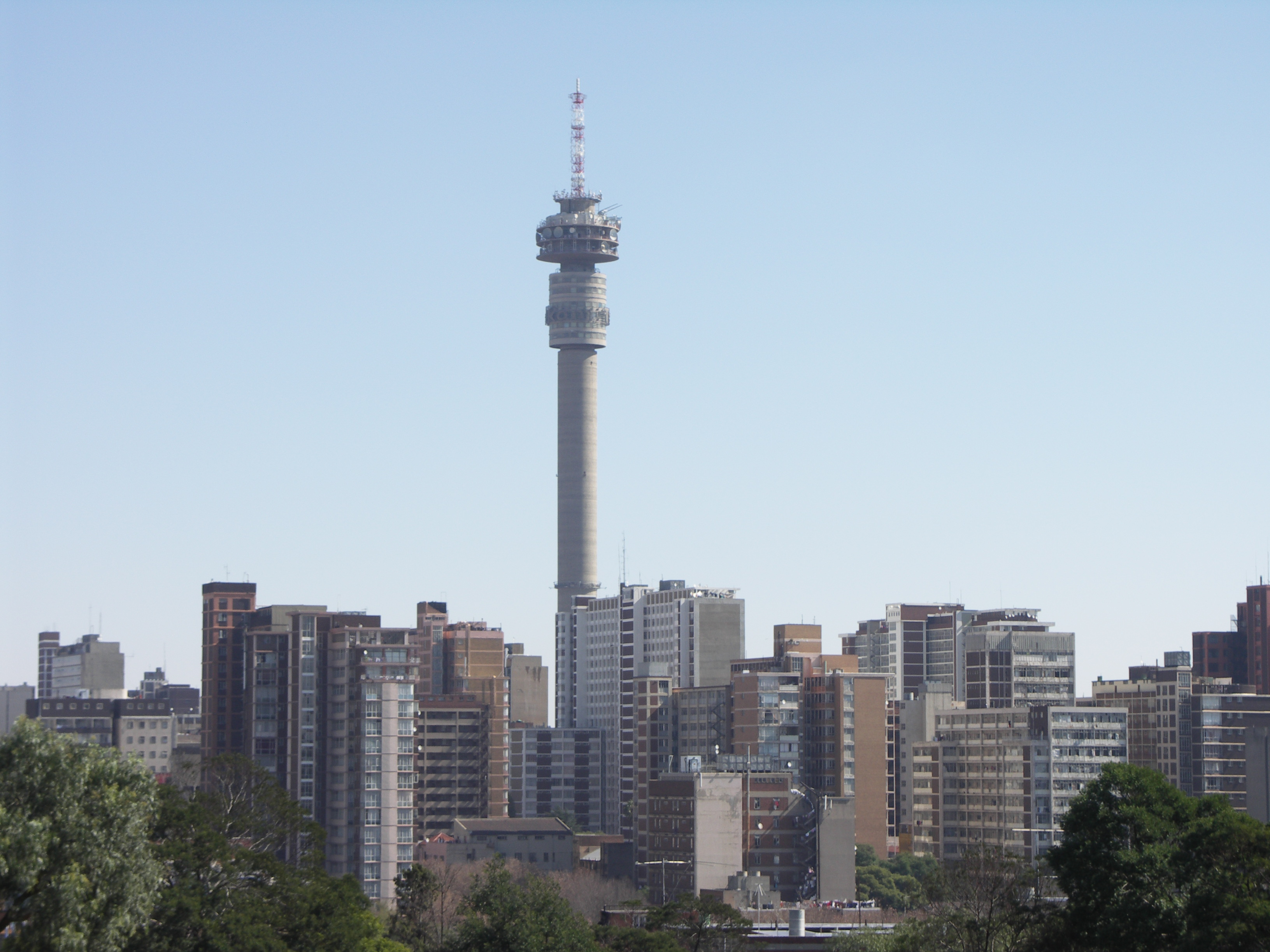
Панорама района Хилброу

По предварительным подсчётам на 2019 год население города составляет 5 635 127 человек. Именно в Йоханнесбурге наглядно ощущается этническое многообразие ЮАР. По данным переписи 2001 года темнокожее население составляет 73 % населения города, белые — 16 %, цветные Южной Африки — 6 %, азиаты — 4 %. 42 % населения Йоханнесбурга в возрасте до 24 лет, 6 % населения в возрасте старше 60 лет. Уровень безработицы составляет 37 %, при этом 91 % от всех безработных чернокожие. Необходимо учесть, что основные демографические тенденции ЮАР: снижение численности белых за счёт их выезда из страны и рост численности негров, преимущественно за счёт миграции извне, высокая рождаемость чернокожего населения внутри ЮАР практически полностью компенсируется бушующей среди него эпидемией СПИДа. Таким образом, в настоящее время численность белого населения ниже, а чёрного выше данных переписи.
По данным переписи 2001 года для 37,1 % населения Йоханнесбурга родным языком является английский, 17,3 % говорят на зулу, 16 % на африкаанс, 5,7 % на сото, 23,9 % на других языках. Около 29 % населения окончили старшую школу, 14 % имеют высшее образование. Доля неграмотных составляет около 7 %, около 15 % населения имеют лишь начальное образование.
Множество картин и зарисовок местных жителей из разных слоев тогдашнего общества и отражающих этническое многообразие, оставила жившая с 1947 года в Йоханнесбурге британская художница Сильвия Моллой. Часть из этого наследия хранится в Британской библиотеке.

## Окрестности
Пригороды Йоханнесбурга являются результатом разрастания более крупных городов и разделены на север, юг, восток и запад. Внутренние городские здания были сданы в аренду малообеспеченным слоям населения и нелегальным иммигрантам, в результате заброшенные здания и преступность стали характерной чертой городской жизни. Пригороды к югу от города, в основном, кварталы «синих воротничков», расположенные ближе к некоторым посёлкам.
Большой Йоханнесбург состоит из более чем пятисот пригородов на площади более двухсот квадратных миль. Хотя чернокожих африканцев можно встретить по всему городу и его окрестностям, большой Йоханнесбург остаётся сильно сегрегированным в расовом отношении.

## Экономика
Йоханнесбург — крупнейший экономический и финансовый центр ЮАР, производящий 16 % от всего ВВП страны. Добывающая промышленность, бывшая некогда основой экономики этого региона, постепенно теряет своё значение. Несмотря на то, что в пределах города сегодня не ведётся добыча золота, в Йоханнесбурге размещаются штаб-квартиры многих горнодобывающих компаний, в том числе Gold Fields. Всё большее значение для экономики города имеют сфера услуг и производственная отрасль. Имеют место различные отрасли промышленности, особенно важную роль играет производство стали и цемента. Непроизводственная сфера включает такие сектора, как банковское дело, информационные технологии, транспорт, недвижимость, СМИ и другие.

## Транспорт

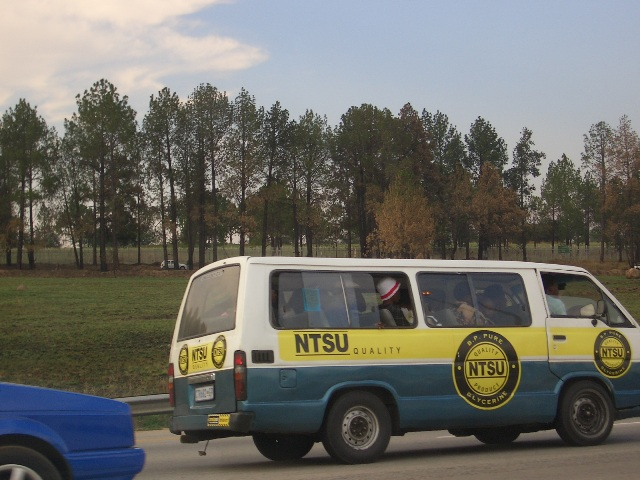
Городской микроавтобус

Основной вид транспорта в городе: автомобиль. Внутри города существует сеть автострад. Общественный транспорт развит недостаточно. В основном, он представлен микроавтобусами, также существует городской автобус Metobus Архивная копия от 11 февраля 2005 на Wayback Machine. Помимо этого в городе существует сеть скоростных автобусов Rea Vaya.
Рельсовый транспорт представлен пригородными поездами Metrorail, которые проходят через центр города и соединяют Йоханнесбург с Преторией, Соуэто, Рандфонтейном и другими городами Гаутенга. Центральный узел системы: станция Парк. От неё же отходят поезда дальнего следования в Кейптаун, Дурбан, Порт-Элизабет и Ист-Лондон. Также существует скоростной пригородный поезд Gautrain, состоящий из двух линий длинной 80 км и 10 станций. Gautrain, соединяет центр Йоханнесбурга (станцию Парк) с Сэндтоном, Преторией и аэропортом. Система была открыта в 2010 году к чемпионату мира по футболу.
Крупнейший аэропорт, расположенный недалеко от Йоханнесбурга международный аэропорт имени Оливера Реджинальда Тамбо. Это главный аэропорт, обслуживающий внутренние и международные рейсы ЮАР, а также самый загруженный аэропорт Африки. Другой расположенный неподалёку от города аэропорт: Большой центральный аэропорт.

## Туризм
Центр города застроен небоскрёбами, в которых размещены офисы крупнейших банков, национальных промышленных компаний, транснациональных корпораций, фондовая биржа, крупные отели и т. п. Районы Хилброу и Берея вошли в список самых криминальных городских районов в мире.
Уникальный небоскрёб Ponte City Apartments, представляет собой полый цилиндр, высотой 173 метра — самое высокое здание в Африке. В 1970-е годы здание являлось одним из наиболее престижных жилых домов в Йоханесбурге, но в конце 1980-х, в период постепенной отмены апартеида, криминальная обстановка в районе резко ухудшилась, жильцы разъехались и здание было захвачено бандами, а центральный атриум был завален мусором вплоть до пятого этажа. В последние годы были предприняты попытки облагородить здание, завалы мусора были расчищены и введён режим круглосуточной охраны, но здание всё ещё остаётся местом проживания беднейших слоёв населения.
Сэндтон является крупнейшим культурно-коммерческим центром страны. Особое внимание привлекает гостинично-торговый центр «Сэндтон-Сан» с фешенебельными номерами, разветвлённой сетью ресторанов и эксклюзивными бутиками.
Район Соуэто знаменит как основная арена борьбы чернокожего населения с режимом апартеида. Здесь в местечке Клиптаун, была подписана Хартия Свободы и долгое время проживал Нельсон Мандела.
Парк аттракционов «Голд-Риф-Сити» в районе закрытых золотых шахт позволяет окунуться в атмосферу эпохи золотой лихорадки, когда город только строился. Здесь возможно спуститься в настоящую шахту на глубину 270 метров, посмотреть процесс плавки золота.
Колыбель человечества — памятник всемирного наследия ЮНЕСКО. Он располагается в 25 километрах на северо-запад от города. Пещеры Стеркфонтейн знамениты тем, что являются крупнейшим захоронением гоминид, там найден первый взрослый австралопитек африканский и первый почти полный скелет представителя Australopithecine. Другие достопримечательности: туристическая деревня Леседи; Хартбиспуртская дамба и Магалисбург являются популярными места отдыха жителей города. Музей происхождения человечества содержит большую экспозицию, посвящённую эволюции человека в Африке, а также богатую коллекцию наскального искусства.

## Культурные события
С 14 по 20 ноября 2011 года в Йоханнесбурге проходили Четвёртые международные молодёжные Дельфийские игры и Дельфийский всемирный культурный форум (англ. Delphic World Cultural Forum). Основное место проведения игр и форума: Музей Африки.
Президент Международного Дельфийского совета (МДС) Дивина Баутиста и генеральный секретарь МДС Кристиан Кирш выступали на торжественных церемониях открытия и закрытия Четвёрых молодёжных Дельфийских игр и во время Дельфийского всемирного культурного форума в Музее Африки.

## Спорт
В 2010 году Йоханнесбург принимал чемпионат мира по футболу. Матчи в Йоханнесбурге проходили на двух стадионах: «Соккер-Сити» и «Эллис-Парк».
В городе базируются одни из самых известных футбольных клубов ЮАР «Орландо Пайретс» и «Кайзер Чифс».

## Города-побратимы
Йоханнесбург является городом-побратимом следующих городов:
- Аддис-Абеба, Эфиопия,
- Аккра, Гана,
- Бирмингем, Великобритания,
- Валь-де-Марн, Франция,
- Виндхук, Намибия,
- Кигали, Руанда,
- Киншаса, Демократическая Республика Конго,
- Лондон, Великобритания,
- Матола, Мозамбик,
- Нью-Йорк, США,
- Тайбэй, Китайская Республика.

## Мэры
- Герман Машаба (2019—2021),
- Эйниг Масиба (с 9 июля 2019 года).